# Caius Carrinas
Caius Carrinas est un homme politique de la fin de la République romaine et du début du règne d'Auguste. Il est consul suffect en 43 av. J.-C.

## Famille
Son père, Caius Carrinas (en), qui a atteint la préture, est mort en l'an 82 av. J.-C. lors de la seconde guerre civile entre Marius et Sylla. C'est un des chefs marianistes à l'affrontement de la rivière Asio et à l'ultime bataille de la Porte Colline. Tous les généraux marianistes sont capturés et exécutés,. Sylla devient maître de Rome et de l'Italie peu après.

## Biographie
À l'instar d'autres descendants de ses ennemis, il est frappé par une loi de Sylla qui interdit aux fils de ses victimes l'accès aux charges publiques. Cependant, Jules César fait lever cette interdiction.
En 45 av. J.-C., Caius Carrinas est envoyé sur les ordres de César en Hispanie pour combattre Sextus et Cnaeus Pompeius. Il ne réussit pas à contrecarrer son adversaire et il est remplacé par Caius Asinius Pollio qui essuie lui aussi au moins un revers en infériorité numérique (combats inégaux, trois légions pour les Césariens contre sept à leurs adversaires).
Après l'établissement du second triumvirat en 43 av. J.-C., il est consul suffect pour le reste de l'année aux côtés de Publius Ventidius Bassus.
En 41 av. J.-C., Octavien le nomme gouverneur de l'Hispanie. Il doit faire face à Bocchus II de Maurétanie qui agit à l'initiative de Lucius Antonius, lui-même en guerre civile contre Octavien.
En 36 av. J.-C., Octavien l'envoie avec trois légions contre Sextus Pompée en Sicile lors de la guerre civile sicilienne.
En 31 av. J.-C., il est gouverneur proconsulaire de la Gaule, où il lutte avec succès contre les Morins et les Suèves qui ont envahi la Gaule en traversant le Rhin, pour lequel il est honoré d'un triomphe en 29 av. J.-C.